# Festival ODP Talence
 (juin 2023).
Si vous disposez d'ouvrages ou d'articles de référence ou si vous connaissez des sites web de qualité traitant du thème abordé ici, merci de compléter l'article en donnant les références utiles à sa vérifiabilité et en les liant à la section « Notes et références ».
Le Festival ODP Talence (Œuvres des Pupilles) est un festival associatif de musique qui se déroule sur quatre jours dans le parc du château Peixotto à Talence, près de Bordeaux. Les bénéfices sont reversés à l'association, l'Œuvre des Pupilles pour les Orphelins des sapeurs-pompiers de France qui a pour mission de venir en aide aux orphelins de Sapeurs-Pompiers.
Les concerts sont donnés exclusivement en soirée à partir de 19h00.

## Histoire
Le festival ODP Talence a été créé en 2015, au profit des orphelins des sapeurs-pompiers de France. Il est organisé depuis 2015 par l'union départementale des sapeurs-pompiers de la Gironde (UDSP 33).

## Marraine et Parrains
Depuis sa création, le festival est parrainé par Éric Jean-Jean, animateur radio, rejoint en 2019 par Gaëtan Roussel, ainsi que par Thomas Hugues, engagé depuis 2003 en tant que parrain de l'association nationale Œuvre des Pupilles pour les Orphelins des sapeurs-pompiers de France. 
Par ailleurs, depuis novembre 2023, le chanteur Hervé est également parrain du festival.

Le groupe Skip the Use sera parrain de l'édition 2025, tandis que Virginie Guilhaume est devenu marraine de l’Ociane Matmut ODP Kids.

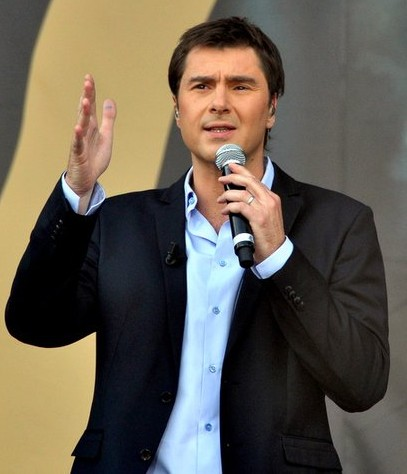
Éric Jean-Jean
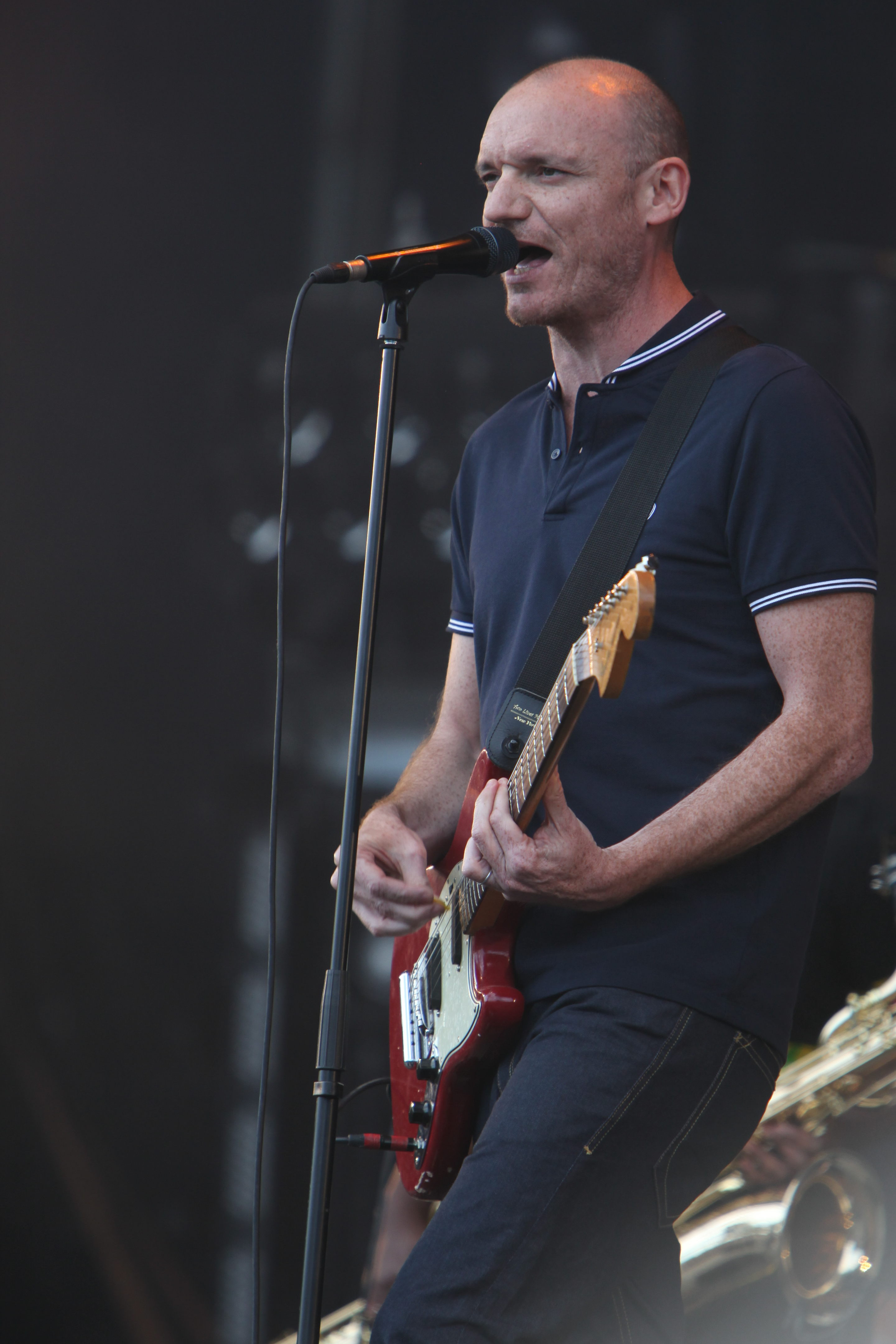
Gaëtan Roussel
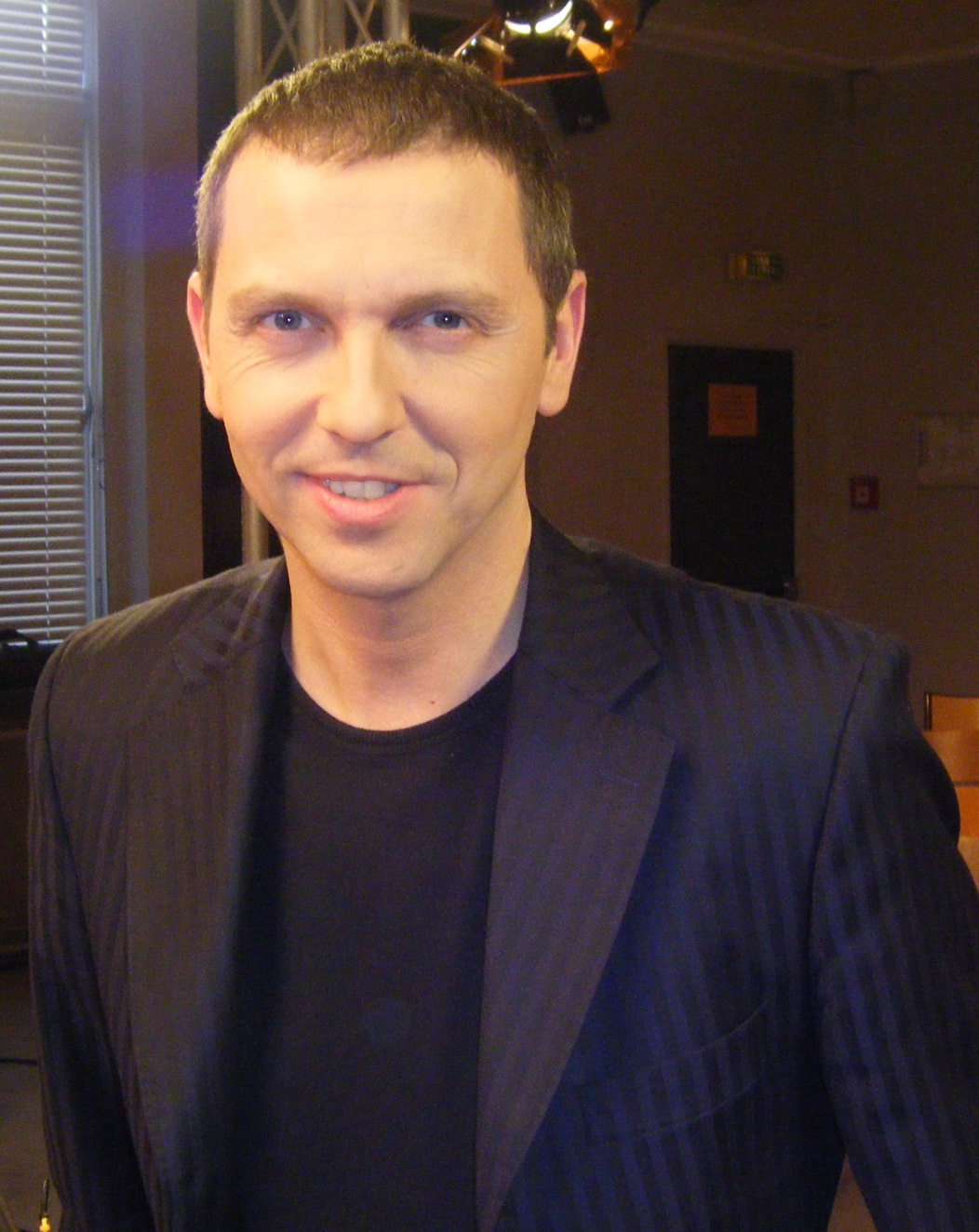
Thomas Hugues
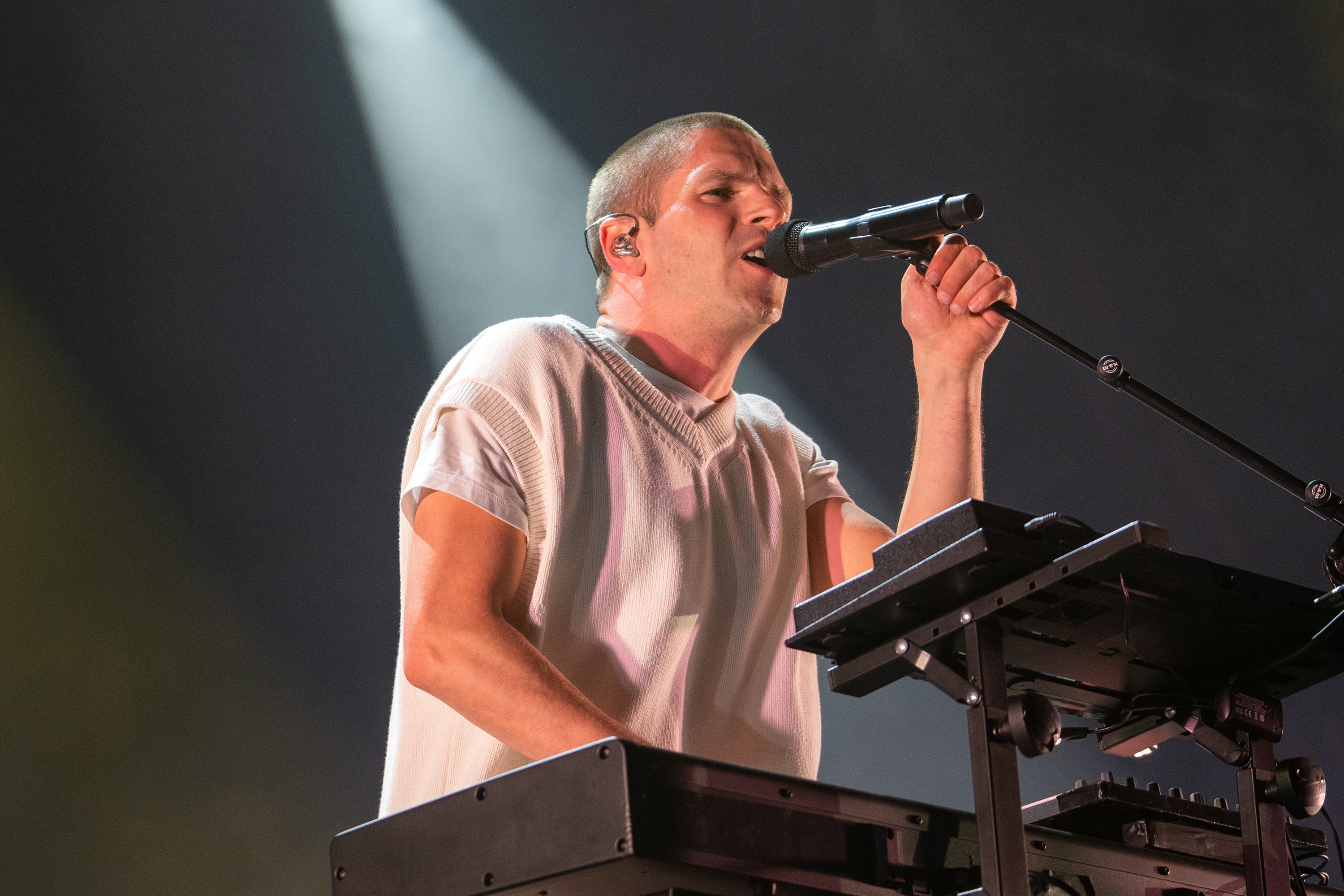
Hervé
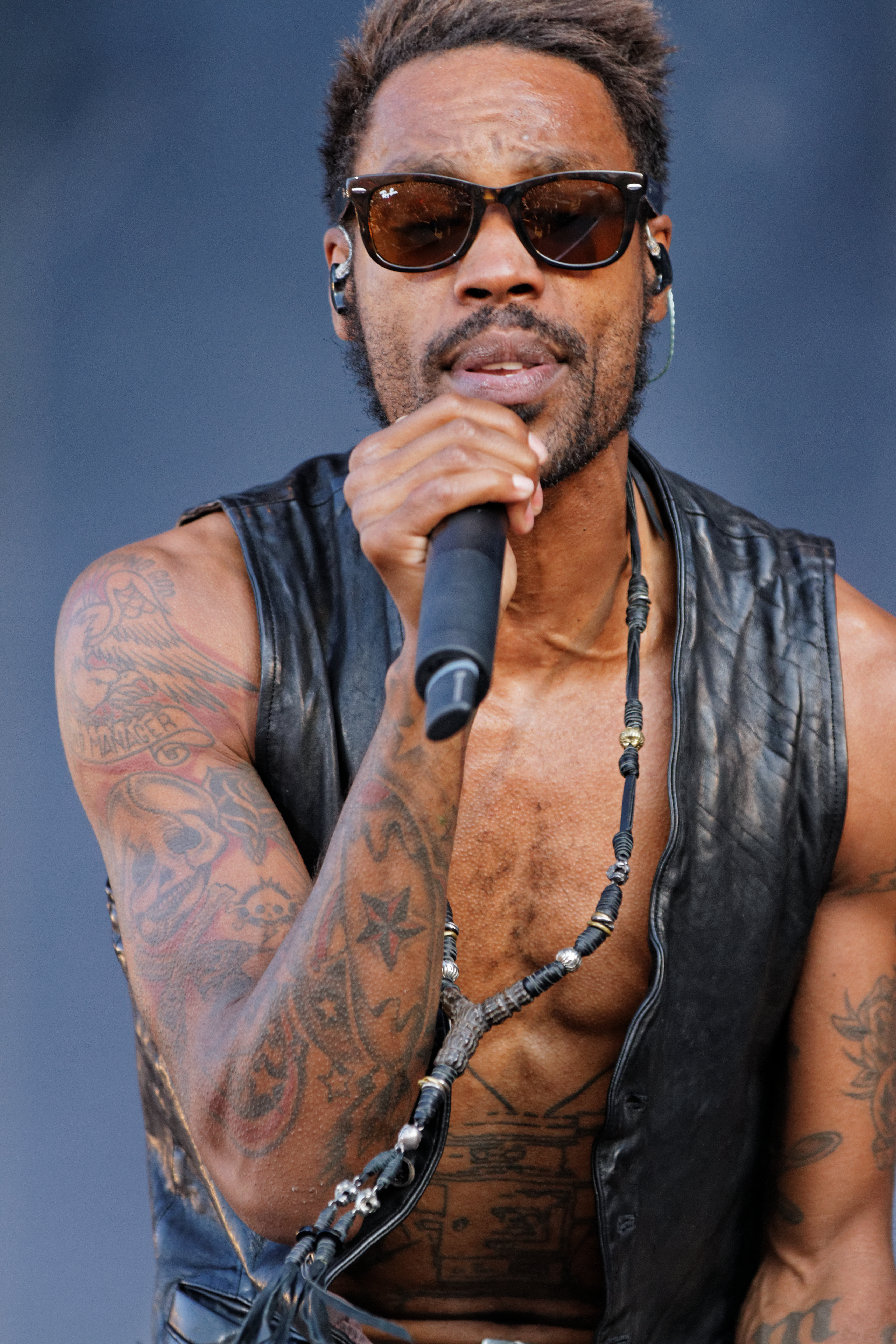
Skip the Use
Virginie Guilhaume

## Autour du Festival

### ODP Kids
Depuis 2019, le festival propose « ODP Kids », un village destiné aux enfants proposant de nombreuses activités ludiques, en s'initiant aux gestes de premiers secours et en découvrant la fonction de sapeur-pompier volontaire.

## Financement
Le festival fonctionne principalement avec des dons. De plus, plus de 900 bénévoles œuvrent pour l'organisation du festival.

## Fréquentation
| 2015   | 2016   | 2017   | 2018  | 2019   | 2020   | 2021   | 2022   | 2023   |
| ------ | ------ | ------ | ----- | ------ | ------ | ------ | ------ | ------ |
| 11 000 | 12 000 | 19 000 | ..... | 19 000 | Annulé | 24 000 | 30 000 | 32 000 |

| 2024   | - | - | - | - | - | - | - | - |
| ------ | - | - | - | - | - | - | - | - |
| 36 000 | - | - | - | - | - | - | - | - |

## Programmation

### Édition 2025 (#10)
- Dates : du 12 au 15 juin[6]
- Programmation :
  - Jeudi 12 juin : ??? ,Kyo, Ayo.
  - Vendredi 13 juin : Pascal Obispo, Ben Mazué, Styleto.
  - Samedi 14 juin : Lamomali, Jérémy Frérot, Aliocha Schneider.
  - Dimanche 15 juin : showcases gratuits RTL2 Pop-Rock Live.

### Édition 2024 (#9)
- Dates : du 13 au 16 juin[7]
- Programmation :
  - Jeudi 13 juin : Shakaponk, Skip the Use, Colt.
  - Vendredi 14 juin : Patrick Bruel, Imany, Santa.
  - Samedi 15 juin : Louise Attaque, Hervé, Nuit Incolore.
  - Dimanche 16 juin : showcases gratuits RTL2 Pop-Rock Live avec Charlotte Cardin, Eddy de Pretto, Joseph Kamel, Pierre de Maere, Stéphane.

### Édition 2023 (#8)
- Dates : du 8 au 11 juin[8]
- Fréquentation : 32000 festivaliers (record)  [9]
- Programmation :
  - Jeudi 8 juin : Mika, Trois Cafés Gourmands, Julien Granel.
  - Vendredi 9 juin : Juliette Armanet, Gregory Porter, Malo'.
  - Samedi 10 juin : Texas, Izïa, Pierre de Maere.
  - Dimanche 11 juin : showcases gratuits RTL2 Pop-Rock Live avec Hervé, Marie-Flore, Marina Kaye, Skip the Use, Zaoui.

### Édition 2022 (#7)
- Dates : du 8 au 11 septembre
- Programmation[10] : 
  - Jeudi 8 septembre : Calogero, Murray Head, Annie Lalalove.
  - Vendredi 9 septembre : Selah Sue, Grand Corps Malade, chien noir.
  - Samedi 10 septembre : Clara Luciani, Jérémy Frérot, Terrenoire.
  - Dimanche 11 septembre : showcases gratuits RTL2 Pop-Rock Live avec Gaëtan Roussel, Izïa, HYPHEN HYPHEN, Cephaz, Cats On Trees.

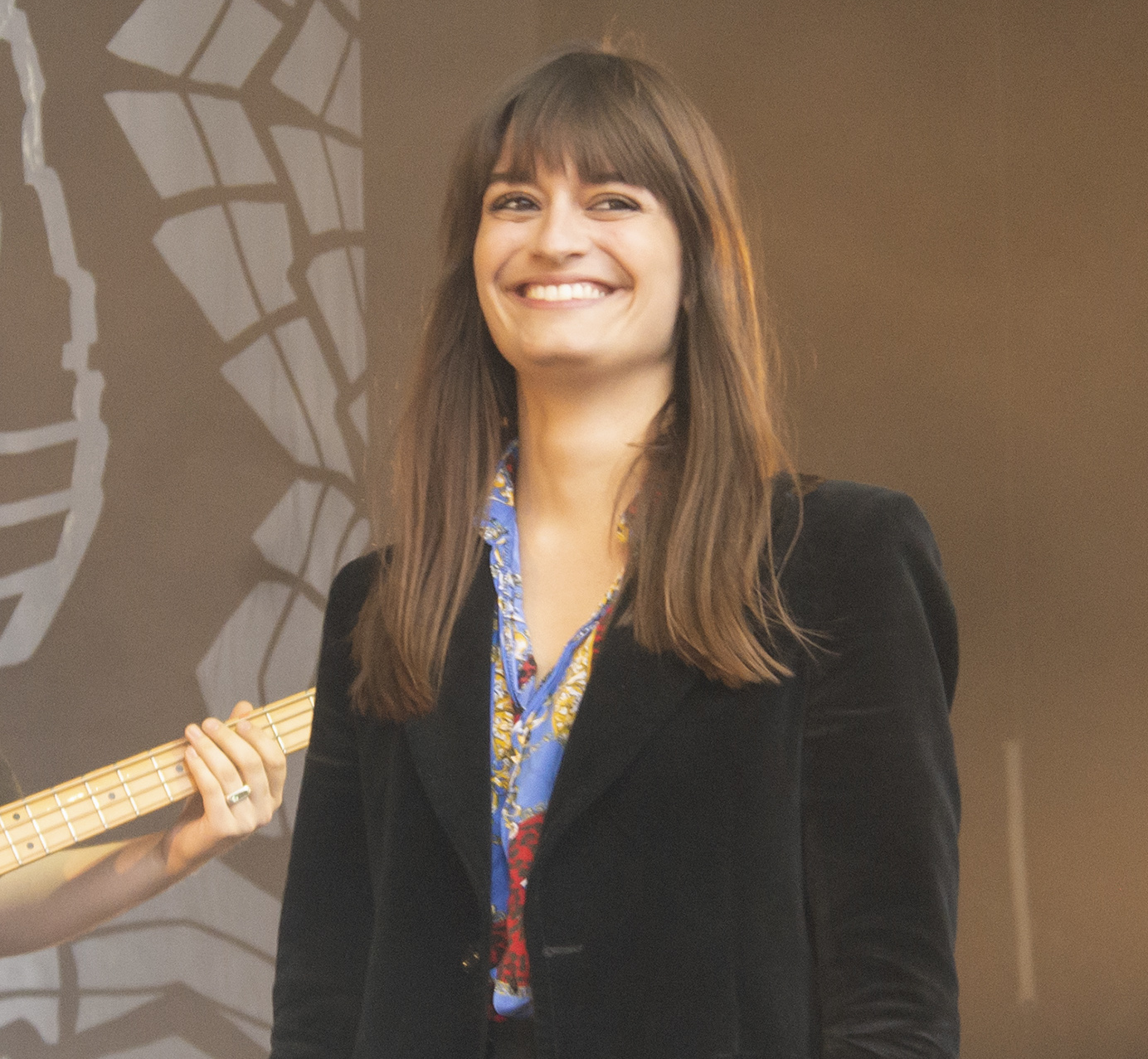
Clara Luciani
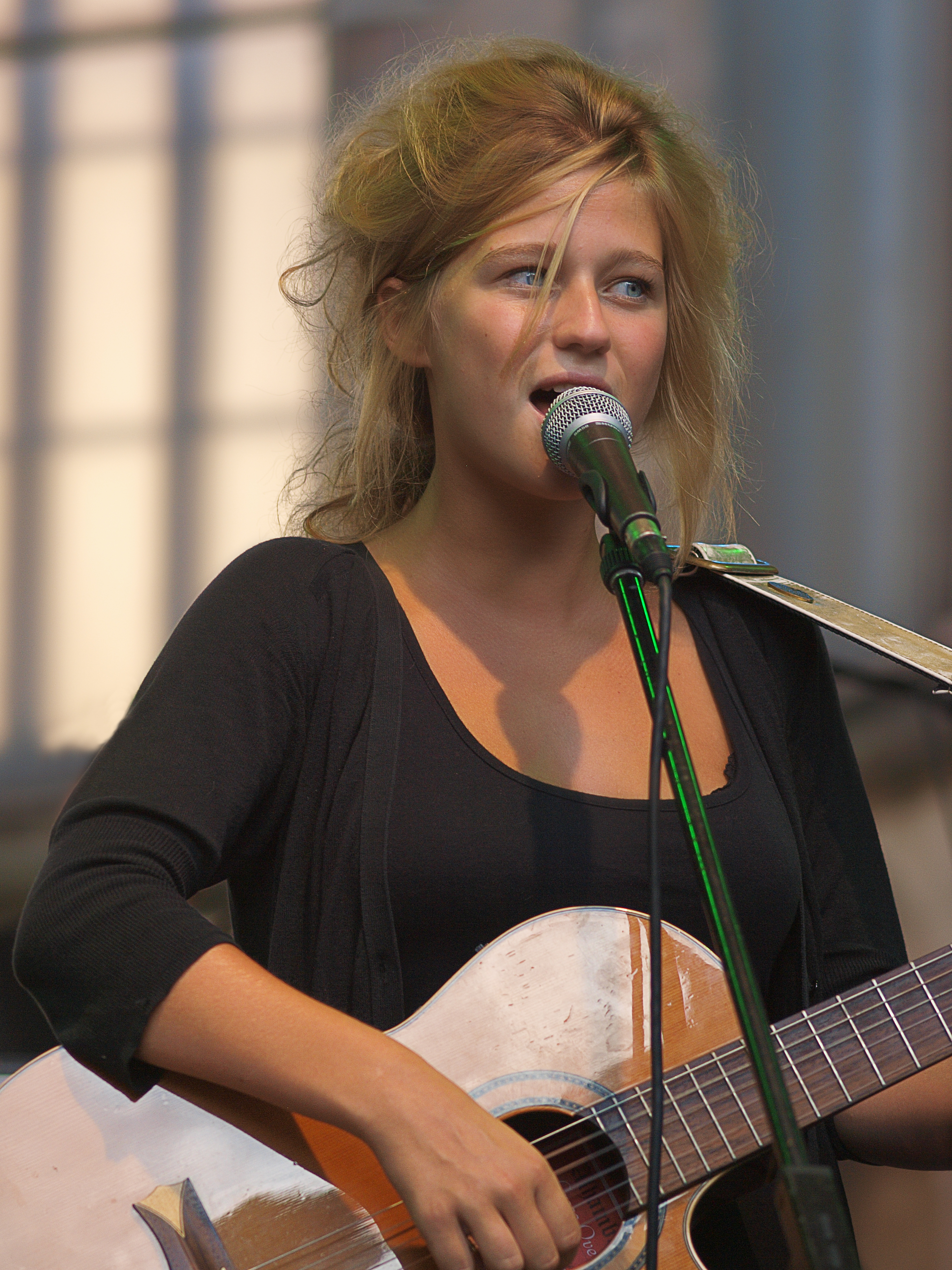
Selah Sue
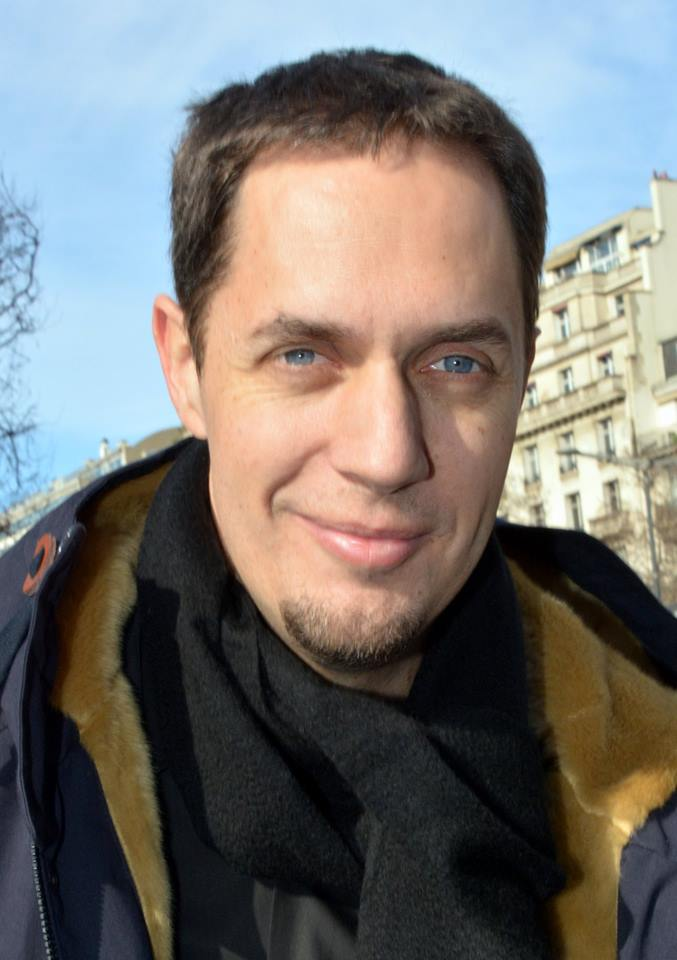
Grand Corps Malade
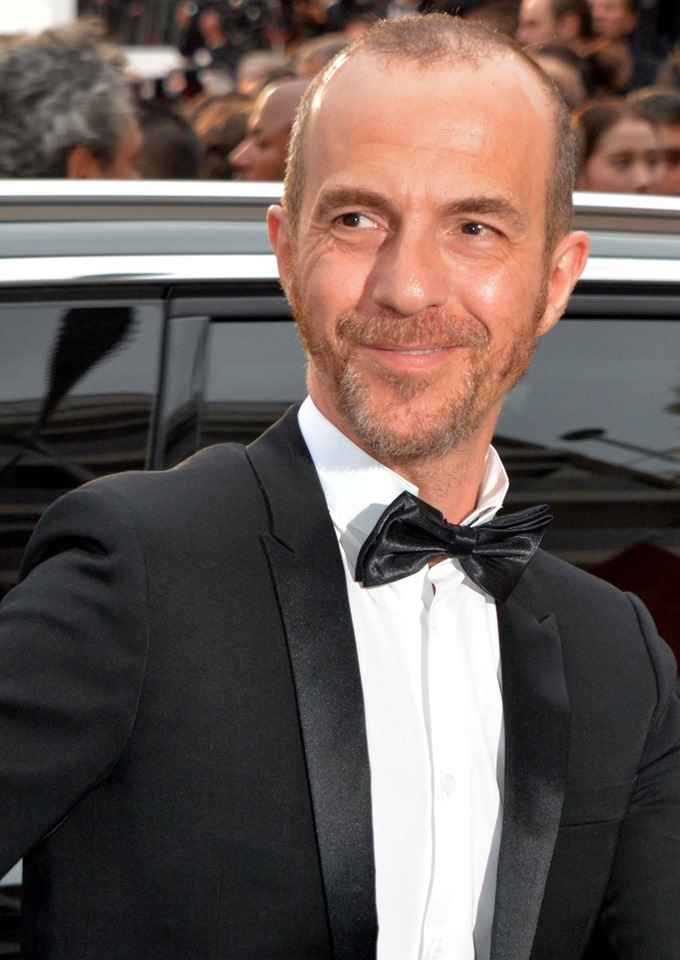
Calogero
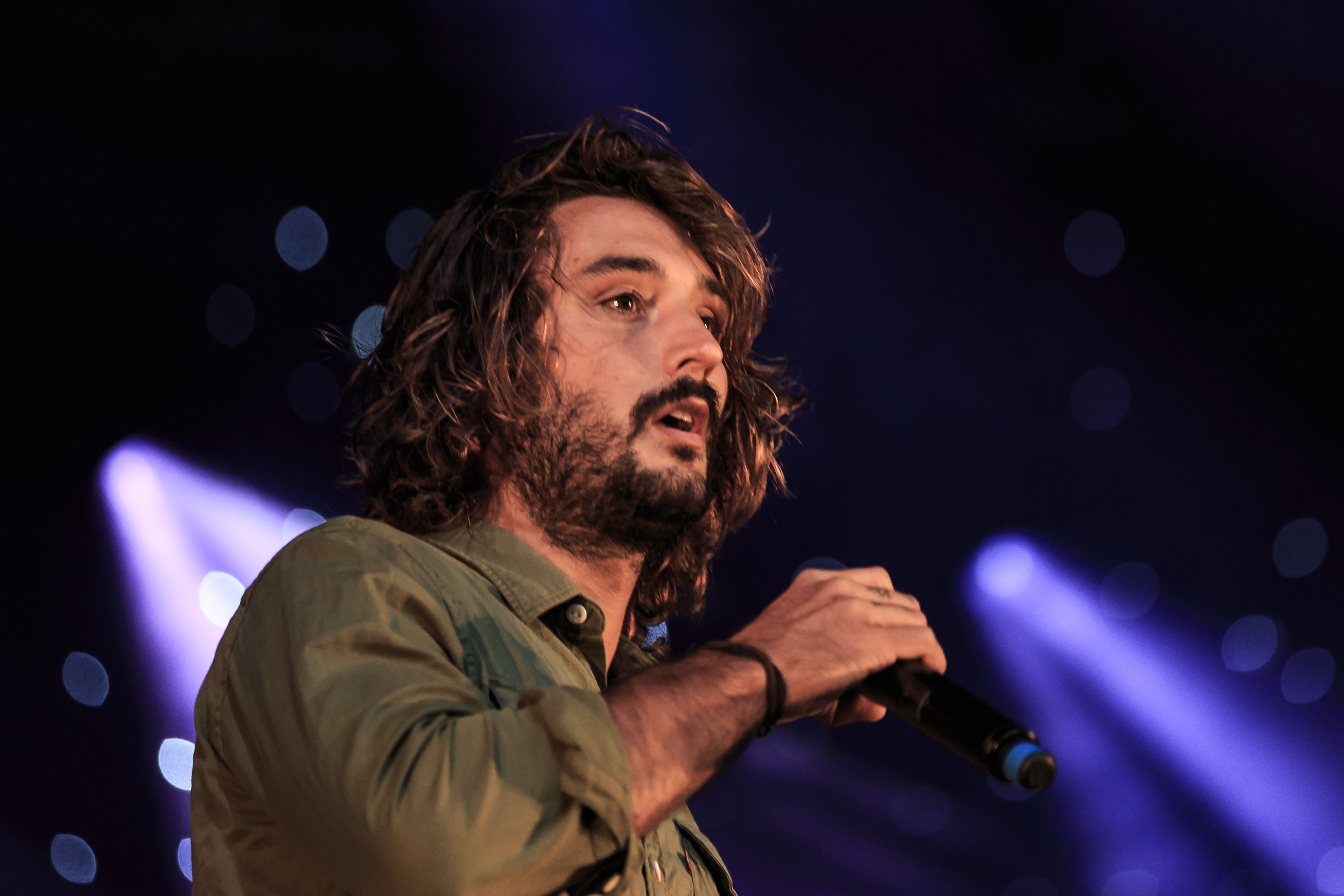
Jérémy Frérot
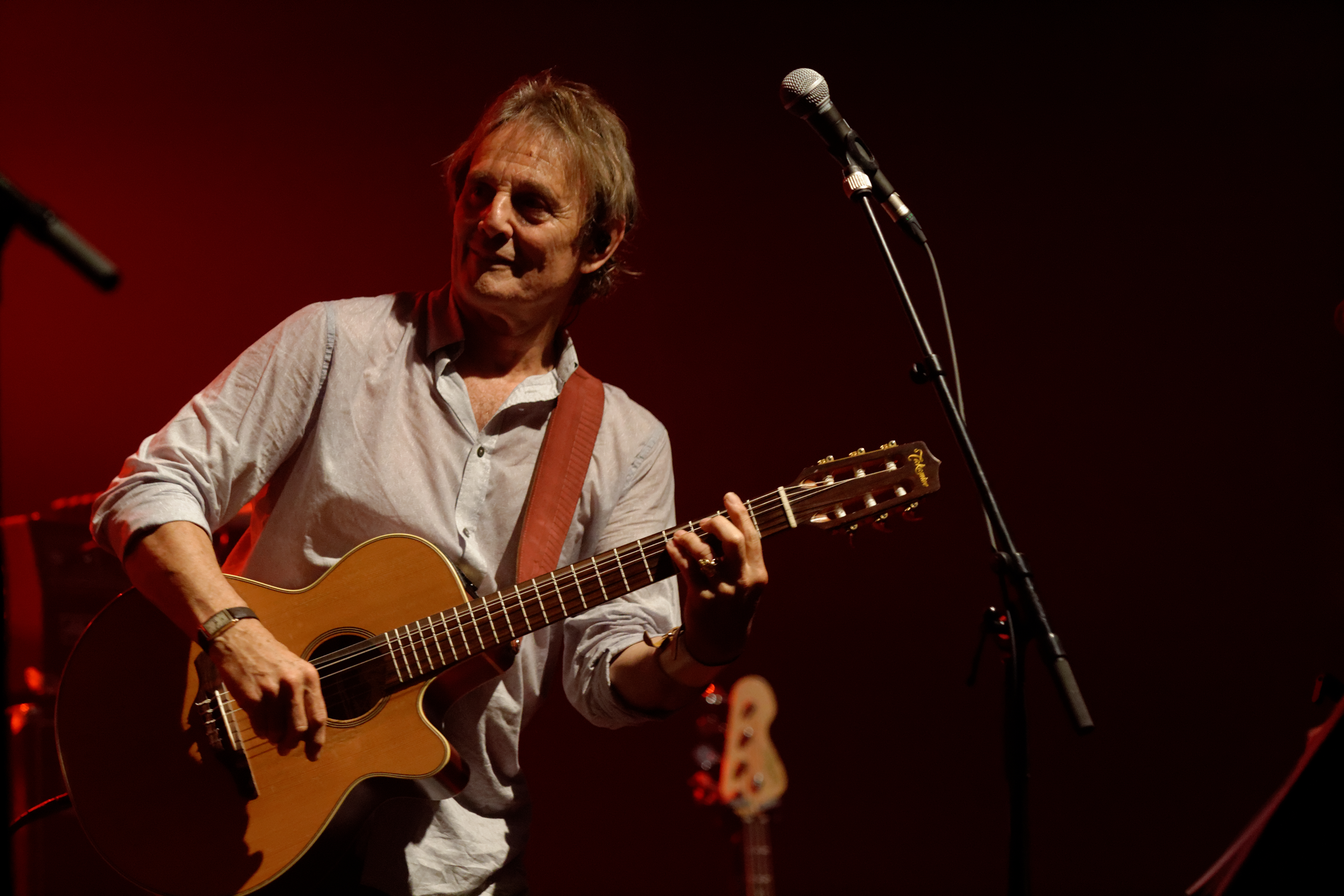
Murray Head

### Édition 2021 (#6)
- Dates : du 23 au 26 septembre[11]
- Programmation : 
  - Jeudi (before gratuit avec RTL2) : Tryo, Hervé, Kimberose, Tibz, Noé Preszow ;
  - Vendredi : Catherine Ringer chante Les Rita Mitsouko, Gaëtan Roussel, Camelia Jordana, Vercors ;
  - Samedi : IAM, Boulevard des Airs, Caravan Palace.
  - Dimanche : Véronique Sanson, Hoshi, Suzane, Samaka, Chef & The Gang (autour de Philippe Etchebest)[12].

### Édition 2020 (#6)
- 2020 : Edition annulée à cause du Covid-19 : Vendredi 29 mai : Martin Solveig, Yannick Noah, Youssoupha ; Samedi 30 mai : Pascal Obispo, Véronique Sanson, Oxmo Puccino ; Dimanche 31 mai : Roméo Elvis, Catherine Ringer, Suzanne et Samaka.

### Édition 2019 (#5)
- Dates : du 7 au 9 juin
- Programmation : 
  - Vendredi 7 juin : Nekfeu, The Avener, R.O [ANNULÉ].
  - Samedi 8 juin : Bob Sinclar, Dadju, Hoshi, Offshorespirit.
  - Dimanche 9 juin : Polo & Pan, Eddy de Pretto, Gaëtan Roussel, Tété.

### Édition 2018 (#4)
- Dates : du 18 au 20 mai
- Programmation : 
  - Vendredi 18 mai :  Alt-J, Ibeyi, Da Silva.
  - Samedi 19 mai : Les Négresses vertes, Cœur de Pirate, Gauvain Sers, Laurent Lamarca.
  - Dimanche 20 mai : Suprême NTM, Baloji, Dätcha Mandala.

### Édition 2017 (#3)
- Dates : du 3 au 5 juin
- Programmation : 
  - Samedi 3 juin : Romain Humeau, Claudio Capéo, Vianney ;
  - Dimanche 4 juin : La Féline, Jain, Imany ;
  - Lundi 5 juin : Octave Noire, Catherine Ringer, Julien Doré.

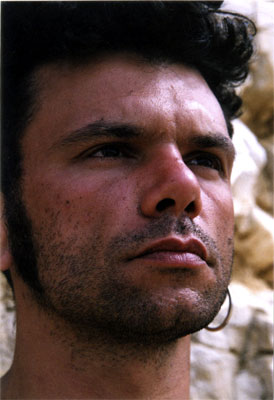
Romain Humeau
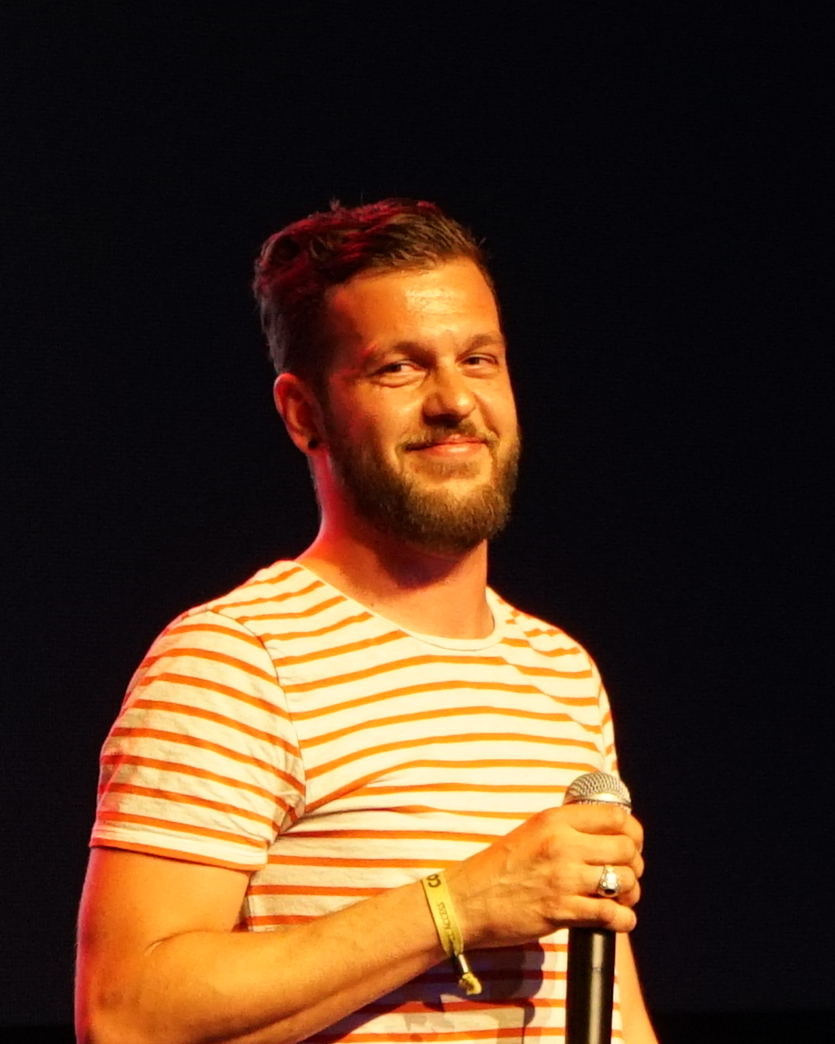
Claudio Capéo
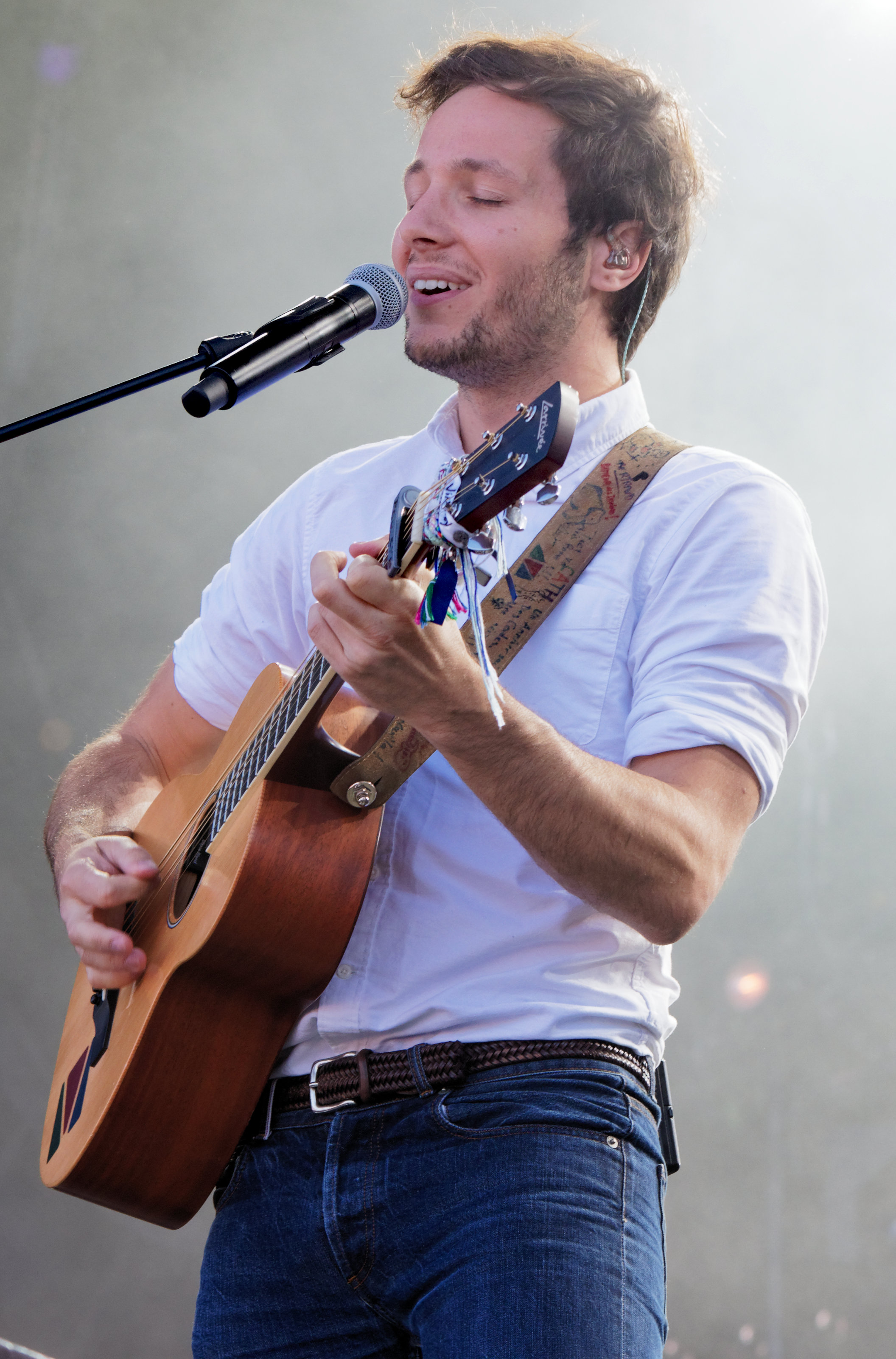
Vianney
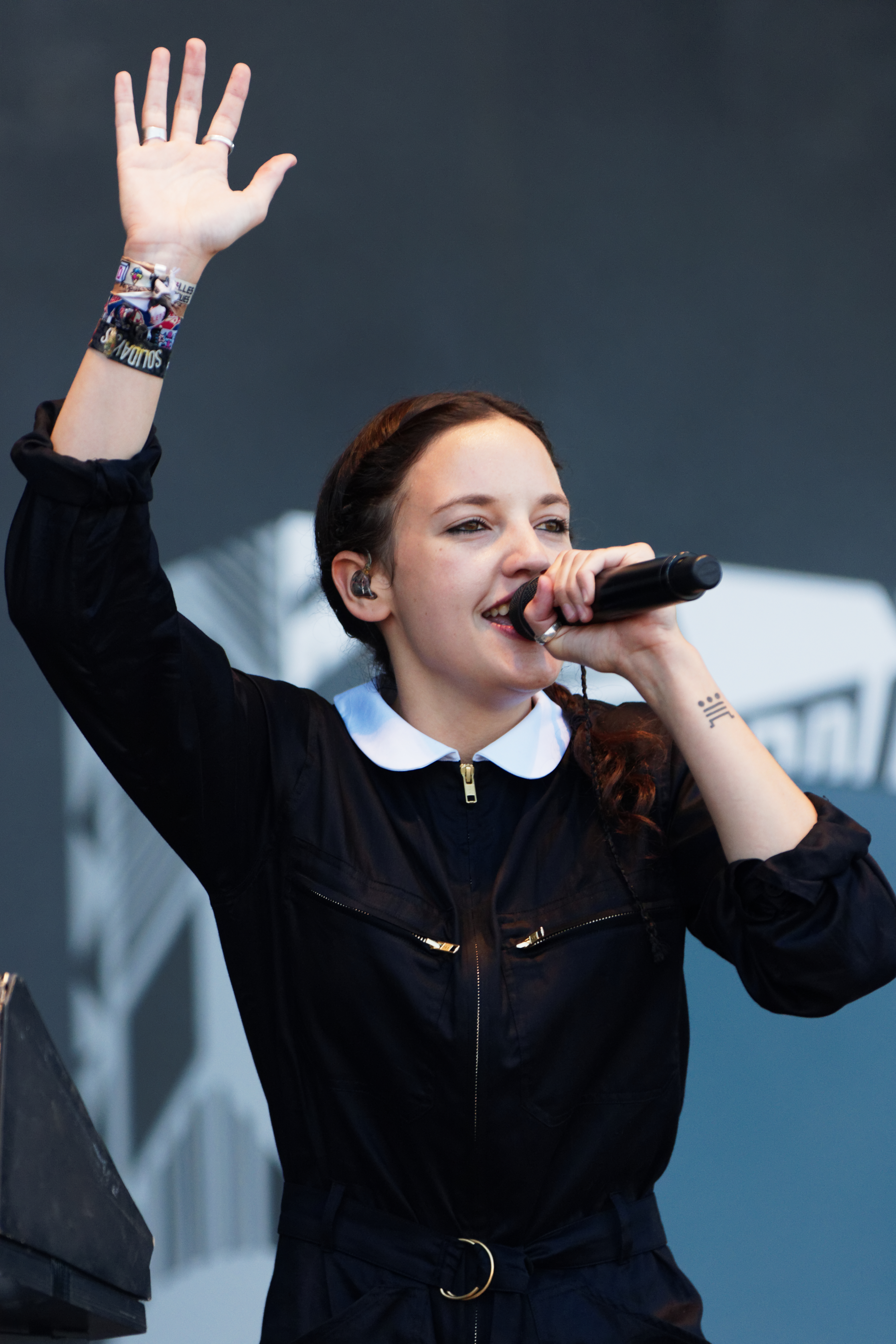
Jain
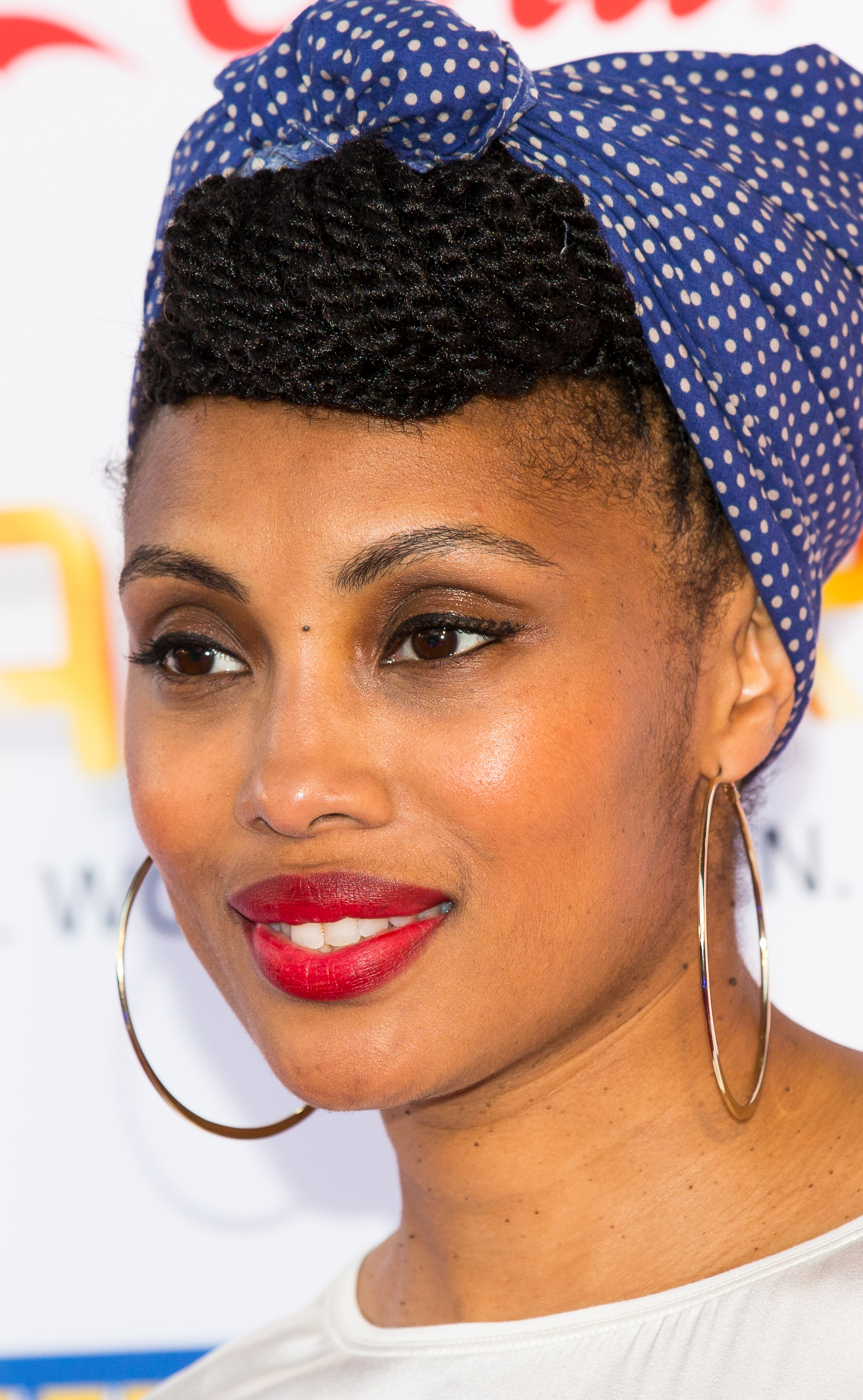
Imany
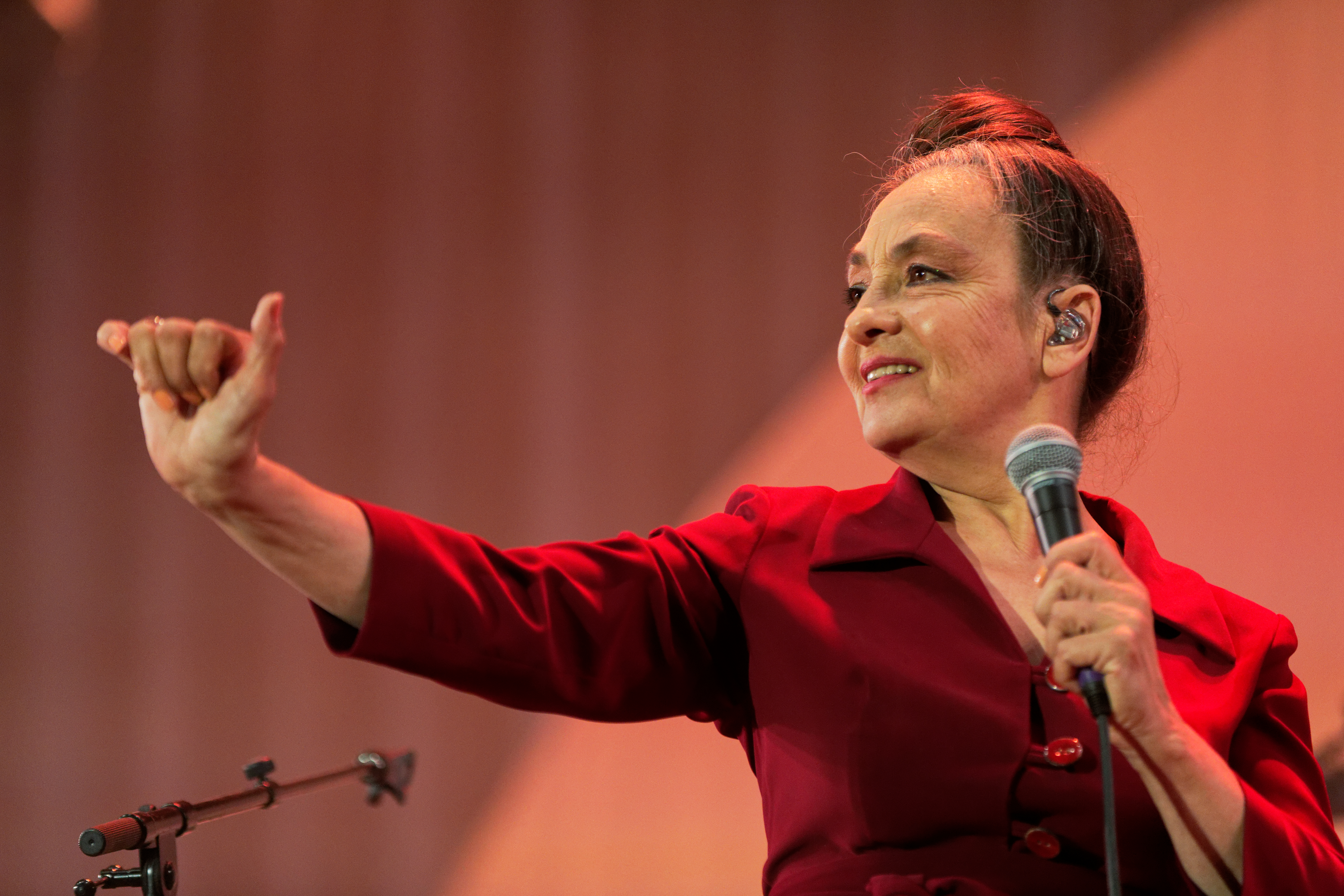
Catherine Ringer
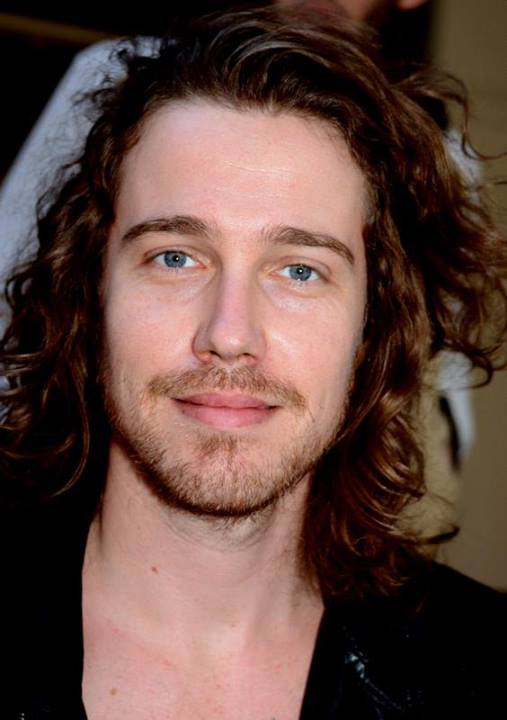
Julien Doré

### Édition 2016 (#2)
- Dates : du 13 au 15 mai
- Programmation[13] :  
  - Vendredi 13 mai : Black M, Youssoupha, Blacko, Georgio.
  - Samedi 14 : Louise Attaque, Debout sur le zinc, Cliché.
  - Dimanche 15 : Hubert-Félix Thiéfaine, Brigitte, La Grande Sophie, Baptiste W. Hamon.

### Édition 2015 (#1)
- 2015, 1 ère édition : 11000 festivaliers
- Dates : du 1er au 4 juillet
- Programmation :
  - Mercredi 1er Juillet : Les Yeux d’la Tête, Kendji Girac.
  - Jeudi 2 Juillet : Bastien Lanza, Zaz.
  - Vendredi 3 Juillet : Pendentif, Renan Luce, Bénabar.
  - Samedi 4 Juillet : A Call At Nausicaa, Boulevard des Airs, Magic System.

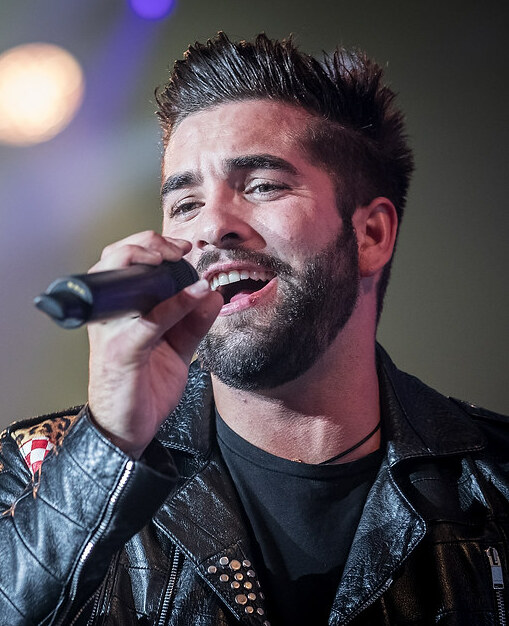
Kendji Girac
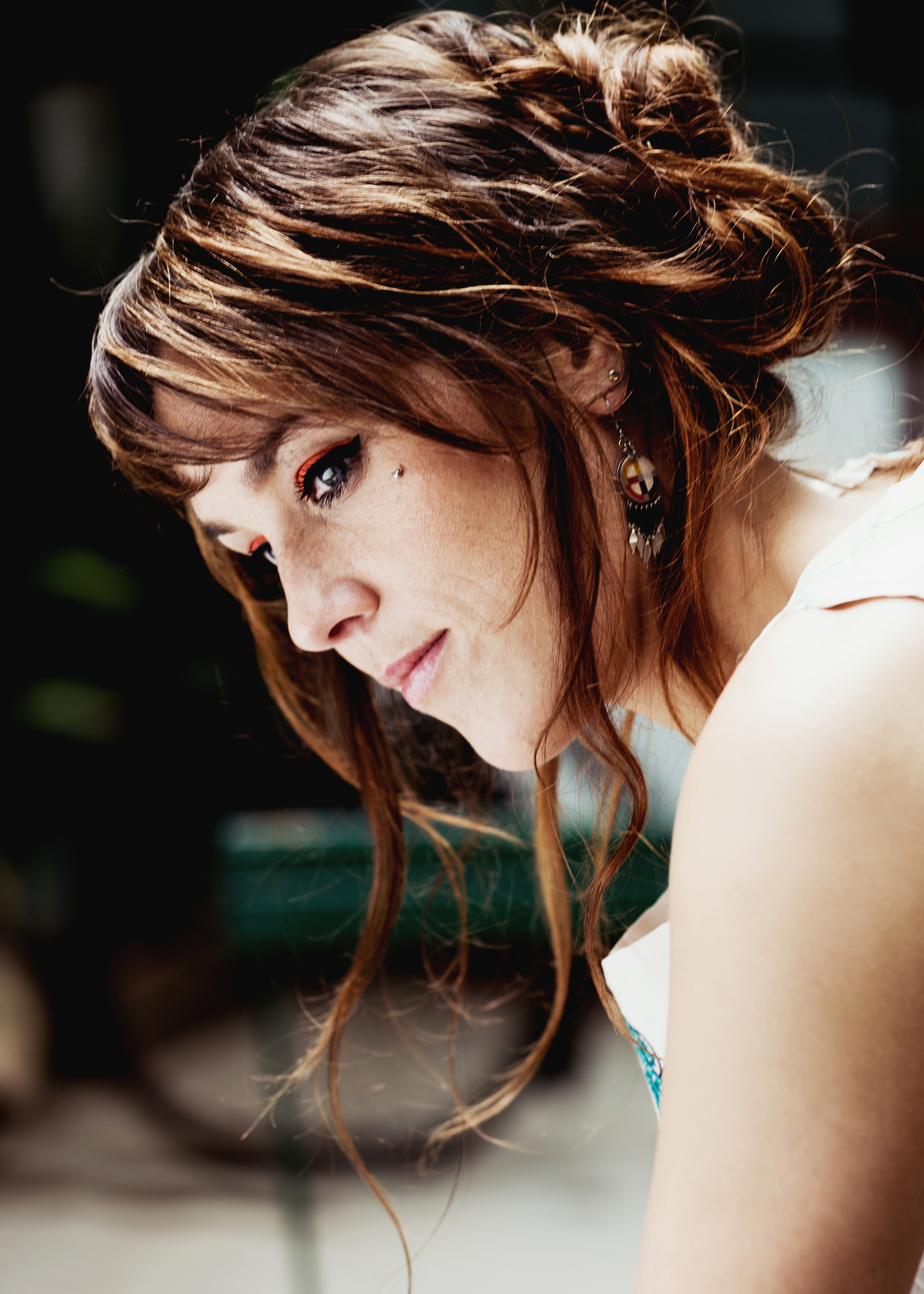
Zaz
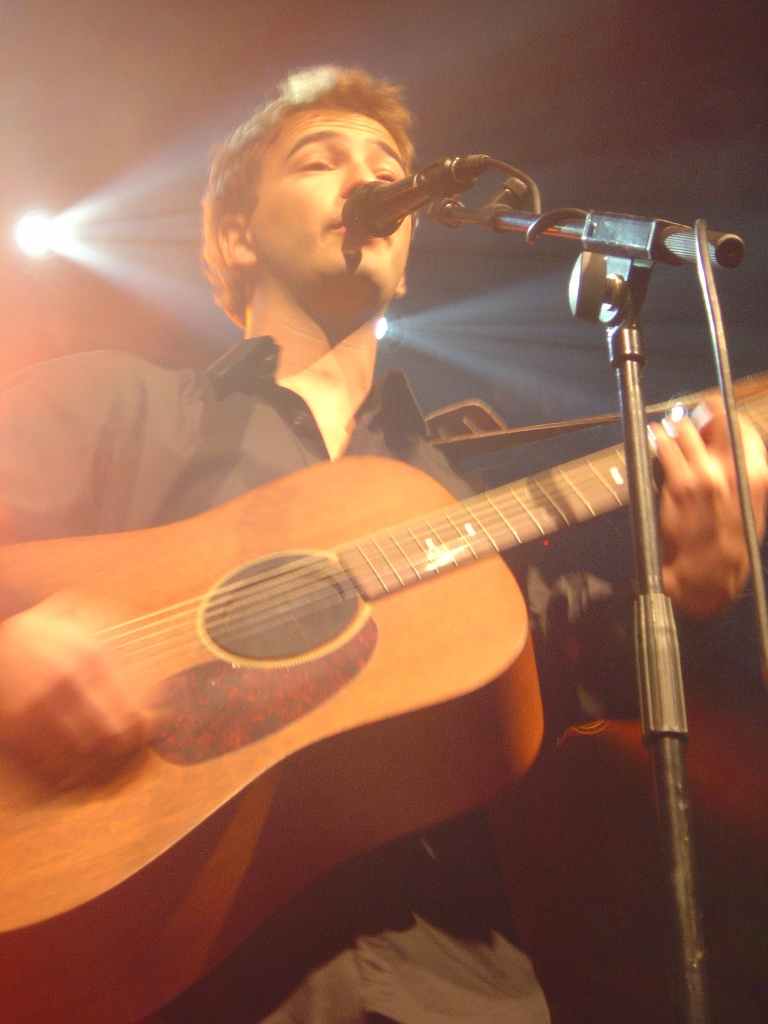
Renan Luce
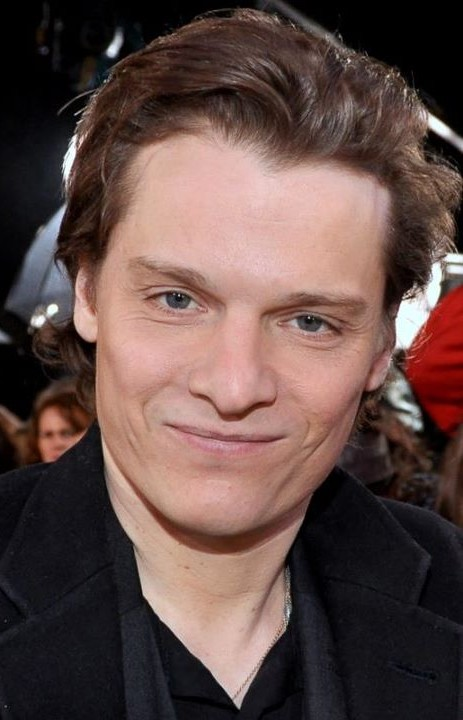
Bénabar
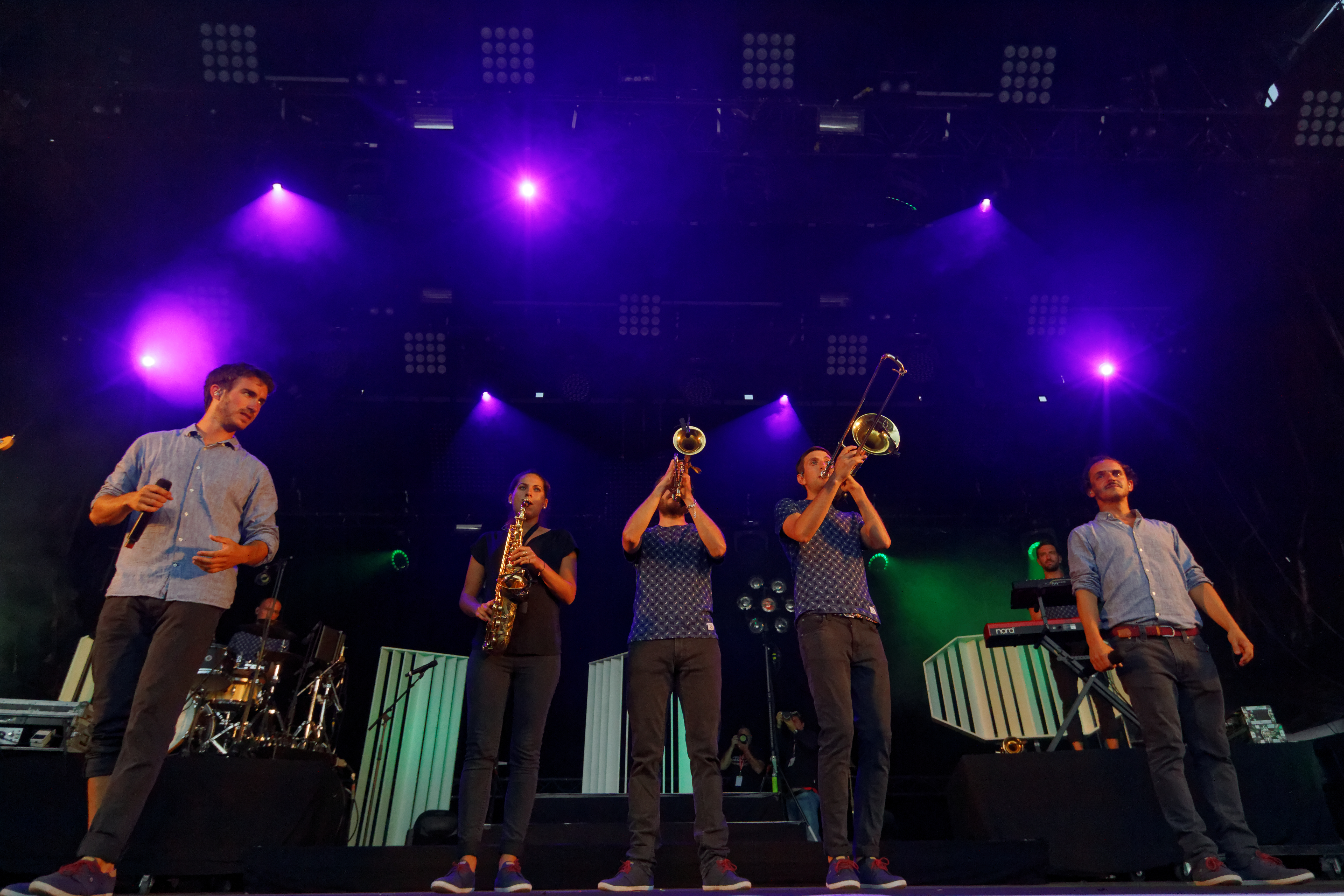
Boulevard des Airs